# Bruce Harwood
Bruce Harwood (* 29. April 1963 in North Vancouver, British Columbia, Kanada) ist ein kanadischer Schauspieler in Film und Fernsehen. Er spielte in mehreren Kinofilmen, darunter Akte X – Der Film, Schuldig – Ein mörderischer Auftrag oder Mimzy – Meine Freundin aus der Zukunft. Hauptsächlich bekannt wurde er jedoch in den 1990er und 2000er Jahren durch seine Rolle des John Fitzgerald Byers in der populären US-amerikanischen Fernsehserie Akte X – Die unheimlichen Fälle des FBI und dem Spin-off Die einsamen Schützen.

## Leben und Karriere
Bruce Harwood wurde 1963 in North Vancouver geboren. Die Familie zog dann nach Vernon, British Columbia im Okanagan Valley, wo er die Universität von British Columbia besuchte und dort 1986 seinen Bachelor of Fine Arts machte. Um seinen Wunsch, Schauspieler zu werden, finanzieren zu können, arbeitete Harwood mehrere Jahre in einer Bibliothek in Vancouver.
Sein erstes kleines Fernsehengagement bekam Harwood 1987 in der Serie MacGyver. Im Anschluss daran folgten verschiedene Komparsenrollen und kleinere Auftritte in Fernsehminiserien und Fernsehserien wie Die Galaxis der Gesetzlosen, 21 Jump Street – Tatort Klassenzimmer, Strandpiraten oder Kampf gegen die Mafia. 1994 bekam er von Akte X-Erfinder Chris Carter die Rolle des John Fitzgerald Byers, die innerhalb der Serie Akte X – Die unheimlichen Fälle des FBI kontinuierlich an Bedeutung gewann und die neben den Schauspielerkollegen Tom Braidwood und Dean Haglund wegen der hohen Popularität der drei Charaktere Byers, Frohike und Langly, den  The Lone Gunmen („die einsamen Schützen“), im Jahr 2001 von Chris Carter ein eigenes Spin-off mit der Reihe Die einsamen Schützen erhielt. Harwood spielte dort die Rolle des Byers in 13 Episoden. Nach dem Ende der Akte X-Serie im Jahre 2002 sah man Harwood in verschiedenen Fernsehfilmen und Gastrollen in populären Fernsehserien wie: The L Word – Wenn Frauen Frauen lieben, Smallville, Kingdom Hospital, Dead Zone, Die Geheimnisse von Whistler, Supernatural, Emily Owens, Psych, Janette Oke: Die Coal Valley Saga, Motive, The Flash, iZombie oder Batwoman.
Im Kino trat Bruce Harwood nur in wenigen Filmen als Schauspieler in Erscheinung. Er spielte unter anderem in Die Fliege 2, Bingo – Kuck mal, wer da bellt! oder seine Paraderolle als John Fitzgerald Byers in Akte X – Der Film unter der Regie von Regisseur Rob Bowman. Des Weiteren hatte er Auftritte in den Kinoproduktionen The Guilty, Mimzy – Meine Freundin aus der Zukunft oder Daydream Nation - Drei sind einer zuviel.
Seine Ehefrau lernte Bruce Harwood bereits in der Junior High School kennen, 1987 heiratete die beiden. Das Paar lebt seitdem in Vancouver.
Harwood war ein Gründungsmitglied des Vancouver Sommer Shakespeare Festival, Bard on the Beach.

## Filmografie (Auswahl)

### Kino
- 1989: Die Fliege 2 (The Fly II)
- 1991: Bingo – Kuck mal, wer da bellt! (Bingo)
- 1998: Akte X – Der Film (The X Files)
- 2000: Schuldig – Ein mörderischer Auftrag
- 2007: Mimzy – Meine Freundin aus der Zukunft (The Last Mimzy)
- 2009: Gemeinsam stärker - Personal Effects (Personal Effects)
- 2010: Daydream Nation - Drei sind einer zuviel (Daydream Nation)
- 2017: Adventures in Public School

### Fernsehen
- 1987–1991: MacGyver (Fernsehserie, 5 Episoden)
- 1988: Die Galaxis der Gesetzlosen (Earth Star Voyager) (Fernsehminiserie)
- 1988: Danger Bay (Fernsehserie, 1 Episode)
- 1988–1990: 21 Jump Street – Tatort Klassenzimmer (Fernsehserie, 2 Episoden)
- 1989: Strandpiraten (Fernsehserie, 1 Episode)
- 1989: Kampf gegen die Mafia (Fernsehserie, 1 Episode)
- 1994–2002; 2016: Akte X – Die unheimlichen Fälle des FBI (Fernsehserie, 37 Episoden)
- 1995: Die Rache der Schönheitskönigin (Beauty's Revenge) (Fernsehfilm)
- 1995: Bye Bye Birdie (Fernsehfilm)
- 1995–1999: Outer Limits – Die unbekannte Dimension (Fernsehserie, 4 Episoden)
- 1997: Der Sentinel – Im Auge des Jägers (Fernsehserie, 1 Episode)
- 1998: Liebling, ich habe die Kinder geschrumpft: Die Serie (Fernsehserie, 1 Episode)
- 2001: Amokfahrt zum Pazifik (Fernsehfilm)
- 2001: Die einsamen Schützen (Fernsehserie, 13 Episoden)
- 2001: Andromeda (Fernsehserie, 1 Episode)
- 2002: Stargate – Kommando SG-1 (Fernsehserie, 1 Episode)
- 2004: The L Word – Wenn Frauen Frauen lieben (Fernsehserie, 1 Episode)
- 2004: Smallville (Fernsehserie, 1 Episode)
- 2004: Alienated (Fernsehserie, 1 Episode)
- 2004: Kingdom Hospital (Fernsehserie, 1 Episode)
- 2005: Dead Zone (Fernsehserie, 1 Episode)
- 2005: Da Vinci’s City Hall (Fernsehserie, 1 Episode)
- 2007: Die Geheimnisse von Whistler (Fernsehserie, 2 Episoden)
- 2009: Supernatural (Fernsehserie, 1 Episode)
- 2011: Endgame (Fernsehserie, 1 Episode)
- 2011: Weihnachten voller Hoffnung (Christmas Comes Home to Canaan) (Fernsehfilm)
- 2012: Emily Owens (Fernsehserie, 1 Episode)
- 2014: Psych (Fernsehserie, 1 Episode)
- 2014: Motive (Fernsehserie, 1 Episode)
- 2014: The Flash (Fernsehserie, 1 Episode)
- 2014–2015: Janette Oke: Die Coal Valley Saga (Fernsehserie, 4 Episoden)
- 2015: The Unauthorized Beverly Hills, 90210 Story (Fernsehfilm)
- 2016: Die Weihnachtsstory (Every Christmas Has a Story) (Fernsehfilm)
- 2017: The Arrangement (Fernsehserie, 1 Episode)
- 2017: iZombie (Fernsehserie, 1 Episode)
- 2018: Life Sentence (Fernsehserie, 1 Episode)
- 2020: Batwoman (Fernsehserie, 1 Episode)

### Kurzfilme
- 2006: The Psychic Life of Plants
- 2014: Withering Heights